# Cathrine Downing
Catherine "Katie" Downing-Kriebel (ur. 6 stycznia 1980) – amerykańska zapaśniczka walcząca w stylu wolnym. Brązowa medalistka mistrzostw świata w 2005 i 2007. Pierwsza w Pucharze Świata w 2001; trzecia w 2006; czwarta w 2004 i piąta w 2007. Wicemistrzyni świata juniorów w 1999 roku.